# Kim Sung-joo (chanteur)
Dans ce nom coréen, le nom de famille, Kim, précède le nom personnel.
Pour l’article homonyme, voir Kim Sung-joo.
Kim Sung-joo (coréen : 김성주) né le 16 février 1994 à Incheon, est un chanteur, danseur et acteur sud-coréen. Il fait partie du boys band sud-coréano-chinois UNIQ, avec lequel il a fait ses débuts en tant que chanteur. 
Il s'est fait connaitre à la télévision tout d'abord en Chine en jouant dans le drama romantique Magical Space-time en 2016, et dans le film MBA Partners la même année. 
À la suite d'une suspension d'activités du groupe UNIQ, Sung-joo a poursuivi sa carrière en tant qu'acteur à la télévision, en jouant dans les dramas coréens suivants : Live Up to Your Name (2017) et My Secret Terrius (2018).

## Carrière

### Débuts avecUNIQ
Pour ses débuts en tant que chanteur, Sung-joo rejoint la YG Entertainment comme stagiaire. Il est, à la base, sélectionné pour intégrer le groupe Winner, mais cela n'a pas fonctionné. Il est resté tout de même proche de Jinu et Yoon.
Par la suite, une nouvelle occasion se présente à lui pour intégrer le groupe UNIQ, géré par Yuehua Entertainment, label chinois. YG et Yueha se mettent ensuite en collaboration pour former les membres du groupe. Il a donc été entraîné pendant cinq ans avant de débuter sur scène,,,.
Kim Sung-joo monte sur scène la première fois en 2014 pour la promotion du single de son groupe intitulé Falling in Love. 

### Cinéma et télévision
C'est en 2016 qu'il commence sa carrière au cinéma en jouant dans le film chinois MBA Partners en compagnie des autres membres du groupe. 
La même année, il entame une carrière à la télévision en jouant dans le drama chinois Magical Space Time.
Il poursuit sa carrière à la télévision en 2017 en Corée du Sud dans le drama The Liar and His Lover en interprétant le rôle de Yoo Si-hyun, leader du groupe de musique Crude Play. Il joue ensuite dans le drama Live Up to Your Name la même année.
En septembre 2018, il intègre le casting de la série My Secret Terrius aux côtés de l'acteur So Ji-sub, où il incarne Ra Do-woo, un hacker du NIS,.

## Vie personnelle
Kim Sung-joo commence son service militaire obligatoire en date du 9 mars 2020.

## Discographie
| Date       | Albums                              | Titres                             | Chanteur(s)                       |
| 21/06/2016 | Flying at Night                     | Flying at Night (version chinoise) | SunDuck (bande-son)               |
| 03/04/2017 | The Liar and His Lover OST Partie 3 | 괜찮아 난, Peter Pan               | Crude Play (groupe dans le drama) |
| 25/04/2017 | The Liar and His Lover OST Partie 7 | In Your Eyes                       | Crude Play                        |
| 06/11/2017 | Act.1                               | B1                                 | 11호 feat Sung-joo                |
| 08/05/2018 | You Drive Me Crazy OST              | 미치겠다 (Crazy)                   |                                   |
| 10/05/2018 | White chocolate                     | White chocolate                    | SS feat Sung-joo                  |
| 05/08/2018 | 꿀                                  | 꿀                                 | Apollo, 11호, Ekko, Sung-joo      |

## Filmographie

### Films
| Année | Titre          | Rôle  |
| ----- | -------------- | ----- |
| 2016  | MBA Partners   | Lucas |
| 2017  | Kill Me Please | Bryan |

### Séries télévisées
| Année | Titre                  | Rôle          | Chaîne                    | Références |
| ----- | ---------------------- | ------------- | ------------------------- | ---------- |
| 2016  | Magical Space-time     | Peng Zhendong | Hunan Broadcasting System |            |
| 2017  | The Liar and His Lover | Yoo Si-hyun   | tvN                       | [ 8 ]      |
| 2017  | Live Up to Your Name   | Kim Min-jae   | tvN                       |            |
| 2018  | You Drive Me Crazy     | Yoon Hee-nam  | MBC                       |            |
| 2018  | My Secret Terrius      | Ra Do-woo     | MBC                       | [ 9 ]      |

### Émissions de télévision
| Année | Titre                    | Rôle              | Épisodes | Chaîne | Références |
| ----- | ------------------------ | ----------------- | -------- | ------ | ---------- |
| 2015  | Off To School            | Membre du casting | 44-46    | JTBC   |            |
| 2016  | Youth Over Flowers China | Membre du casting |          |        | [ 10 ]     |